# قضاء تعز
قضاء تعز أحد أقضية لواء تعز التابع لولاية اليمن في العهد العثماني ومركز اللواء .